# Samhlaj
Samhlaj (ukrainisch Замглай; russisch Замглай Samglai) ist eine Siedlung städtischen Typs im Norden der ukrainischen Oblast Tschernihiw mit etwa 1800 Einwohnern (2014).

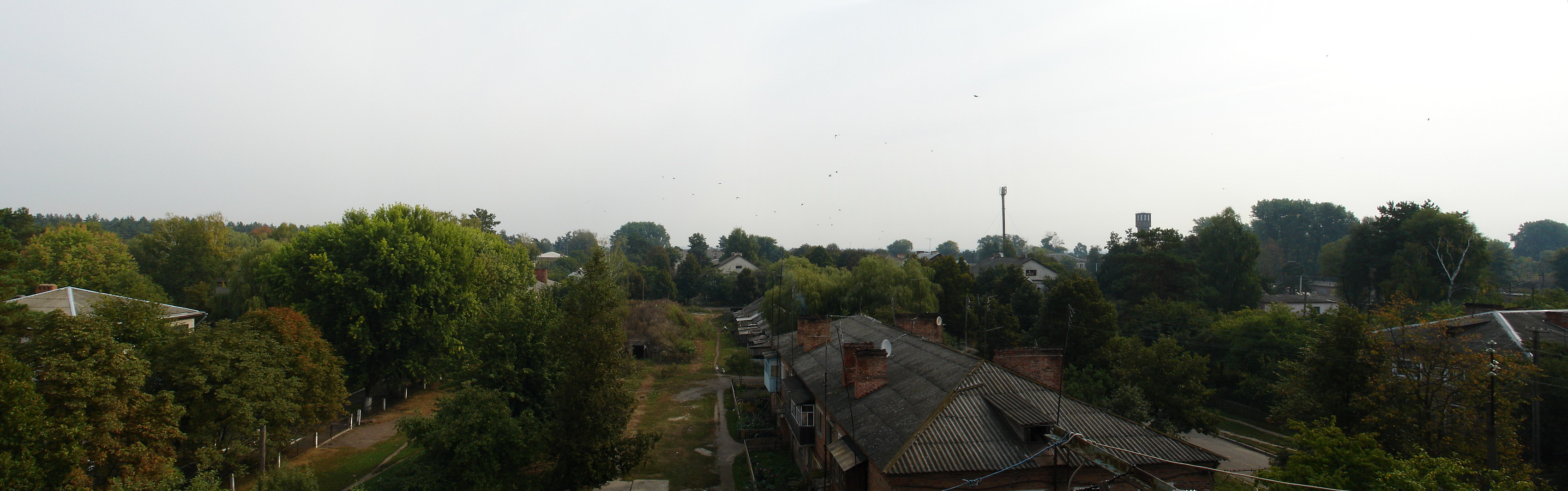
Panorama Samhlaj

Die Ortschaft wurde 1932 gegründet und besitzt seit 1960 den Status einer Siedlung städtischen Typs. Sie liegt 42 km nördlich vom Oblastzentrum Tschernihiw und 6 km östlich vom ehemaligen Rajonzentrum Ripky.
Östlich des Ortes im Sumpfgebiet entspringt in auch der gleichnamige Fluss Samhlaj.
Am 12. Juni 2020 wurde die Siedlung ein Teil der neugegründeten Siedlungsgemeinde Ripky, bis dahin bildete sie die gleichnamige Siedlungsratsgemeinde Samhlaj (Замглайська селищна рада/Samhlajska selyschtschna rada) im Osten des Rajons Ripky.
Am 17. Juli 2020 kam es im Zuge einer großen Rajonsreform zum Anschluss des Rajonsgebietes an den Rajon Tschernihiw.